# Георги Амзин
Георги Амзин е български футболист, полузащитник, състезател на Витоша (Бистрица).

## Кариера
Първите стъпки прави в отбора на Витоша (Бистрица), когато е на 6 години. Преминава в ДЮШ на Левски „Раковски“, след няколко години престой е взет в школата на ПФК Левски (София), където тренира под ръководството на Николай Тодоров-Кайзера.
Напуска след скандал с ръководството и е привлечен в школата на кръвния враг ПФК ЦСКА (София), където тренира и играе под ръководството на Сашо Борисов, с който печели Купата на България.
Следващата година от 25 мача вкарва 22 гола. Талантът му е забелязан от треньора на първия отбор Адалберт Зафиров, който го взима в групата за мача с ПСФК Черноморец (Бургас), като прави дебют като резерва в 65-а минута. Скоро подписва първи професионален договор с армейците. Следващата година играе в отбора на ПФК Академик (София), където треньор отново му е Сашо Борисов.
Прекратява договора си с ЦСКА през 2012 година, през есента на същата година отива на проби в ПФК Нефтохимик (Бургас), но не подписва договор.
В началото на 2013 година преминава в състава на ФК Сливнишки герой (Сливница).